# Štefan Figura
Štefan Figura (13. ledna 1921 – ???) byl český a československý politik Komunistické strany Československa a poúnorový poslanec Národního shromáždění ČSR.

## Biografie
Narodil se v české komunitě ve vesnici Nová Huť [Baia Nouă neboli Nové Doly?] v Banátu v dnešním Rumunsku. Později se jako reemigrant přestěhoval do Československa. V roce 1951 se stal předsedou MNV v obci Malšín a později v této obci předsedal i místnímu JZD. Byl nositelem vyznamenání Za zásluhy o výstavbu.
Ve volbách roku 1954 byl zvolen do Národního shromáždění za KSČ ve volebním obvodu České Budějovice. V parlamentu setrval až do konce funkčního období, tedy do voleb roku 1960.